# Melanotettix
Melanotettix is een geslacht van rechtvleugeligen uit de familie veldsprinkhanen (Acrididae). De wetenschappelijke naam van dit geslacht is voor het eerst geldig gepubliceerd in 1904 door Bruner.

## Soorten
Het geslacht Melanotettix  is monotypisch en omvat slechts de volgende soort:
- Melanotettix dibelonius (Bruner, 1904)